# 막 (끈이론)
끈 이론과 관련 이론(예: 초중력 이론)에서 막(영어: brane)은 0 차원 점 입자, 1차원 끈 또는 2차원 막의 개념을 고차원 물체로 일반화하는 물리적 물체이다. 막은 양자역학의 규칙에 따라 시공간을 통해 전파될 수 있는 동적 물체이다. 그들은 질량을 가지며 전하와 같은 다른 속성을 가질 수 있다.
수학적으로 막은 범주 내에서 표현될 수 있으며 호몰로지 거울 대칭 및 비가환 기하학에 대한 통찰력을 얻기 위해 순수수학적으로 연구된다.
"brane"이라는 단어는 1987년 "membrane"의 축약형으로 유래되었다.

## p-막
점 입자는 차원이 0인 0-막이다. 진동하는 현의 이름을 딴 끈은 1-막이다. 드럼헤드와 같은 진동 막의 이름을 딴 멤막은 2-막이다. 임의의 p 차원에 해당하는 대상은 마이클 제임스 더프 등이 1988년에 만든 용어인 p -막이라고 한다. .
p-막은 세계부피라고 불리는 시공간에서 ( p +1)차원 부피를 쓸어낸다. 물리학자들은 종종 막의 세계 부피에 존재하는 전자기장과 유사한 장을 연구한다.

## D-막

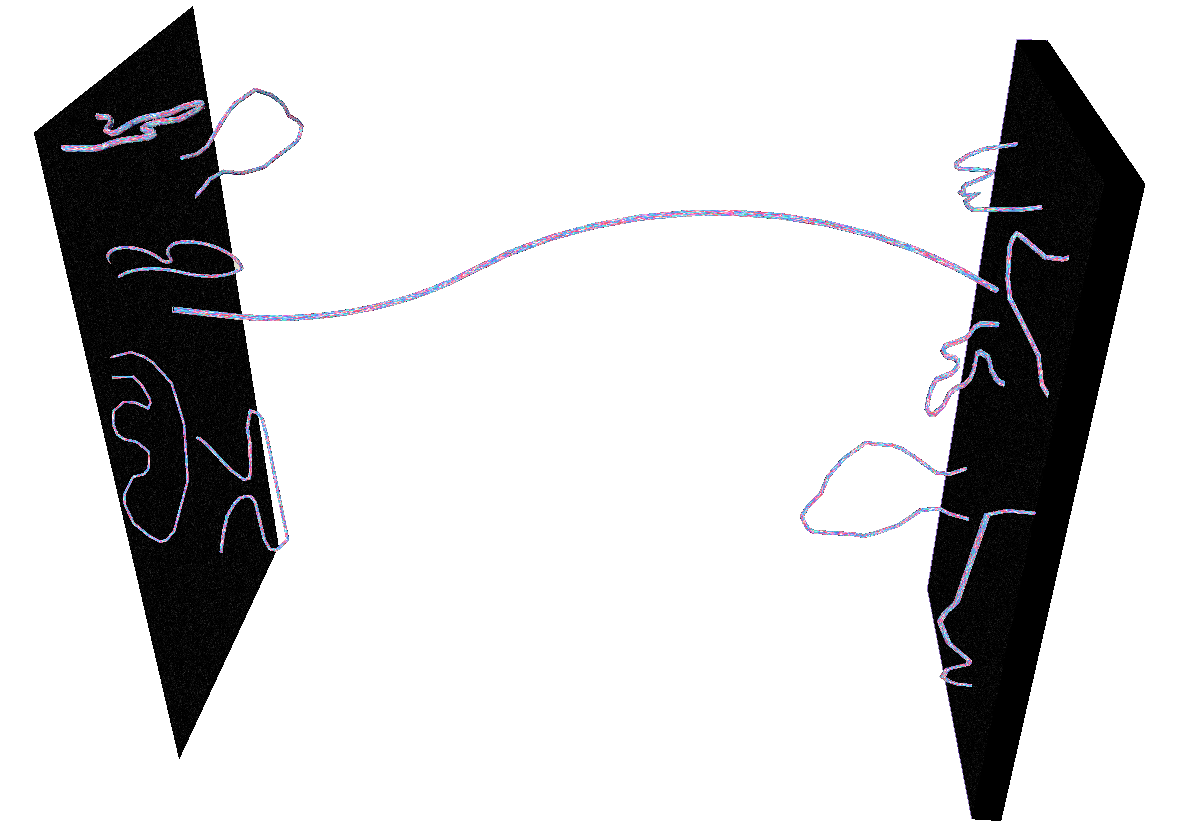
한 쌍의 D-막에 부착된 열린 끈

끈 이론에서 끈은 열려 있을 수도 있고(두 개의 끝점이 있는 선분을 형성함) 닫혀 있을 수도 있다(폐쇄 루프를 형성함). D-막은 열린 끈을 고려할 때 발생하는 중요한 막 종류이다. 열린 끈이 시공간을 통해 전파됨에 따라 그 끝점은 D-막에 있어야 한다. D-막의 문자 "D"는 D-막이 충족하는 디리클레 경계 조건을 나타낸다.
D-막에 대한 한 가지 중요한 점은 D-막 세계 부피의 역학이 게이지 이론으로 설명된다는 것이다. 게이지 이론은 입자 물리학의 표준 모형 에서 기본 입자의 행동을 설명하는 데에도 사용되는 일종의 고도로 대칭적인 물리 이론이다. 이러한 연결은 게이지 이론과 양자장론에 대한 중요한 통찰력을 가져왔다. 예를 들어, 물리학자들이 게이지 이론의 어려운 문제를 수학적으로 다루기 쉬운 끈 이론의 문제로 변환하는 데 사용하는 이론적 도구인 AdS/CFT 대응이 발견되었다.

## 범주론적 설명
수학적으로 막은 범주론 개념을 사용하여 설명할 수 있다. 이것은 대상으로 구성된 수학적 구조이며 대상들의 쌍의 경우 대상들 사이의 사상들의 집합이다. 대상은 어떤 종류의 수학적 구조(예: 집합, 벡터 공간 또는 위상 공간)이고 사상은 이러한 대상들 사이의 함수이다. 마찬가지로 대상이 D-막들이고 임의의 두 막  {\displaystyle \alpha }와 {\displaystyle \beta } 사이의 사상들이 {\displaystyle \alpha }과 {\displaystyle \beta } 사이에 늘어진 열린 끈의 상태를 나타내는 범주를 고려할 수 있다.

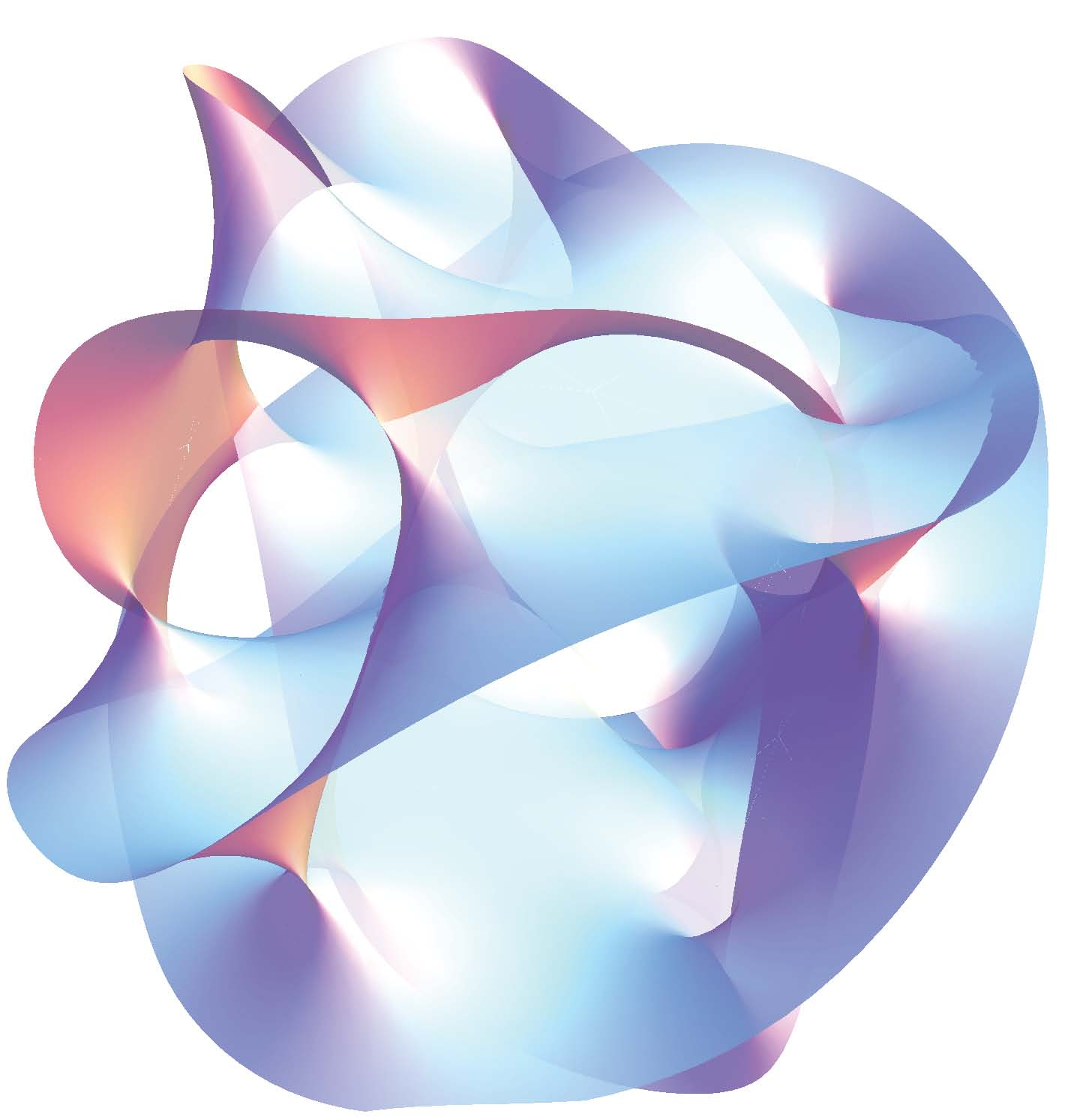
칼라비-야우 다양체의 단면

위상수학적 B-모형으로 알려진 끈 이론의 한 버전에서 D-막은 끈의 끝점에서 물리적으로 발생하는 추가 데이터와 함께 칼라비-야우 다양체라고 불리는 특정 6차원 모양의 복소 부분 다양체이다. 직관적으로 부분 다양체는 칼라비-야우 다양체 내부에 매장된 곡면으로 생각할 수 있지만 부분 다양체는 2차원과 다른 차원으로 존재할 수도 있다. 수학에서 이러한 막을 대상으로 갖는 범주는 칼라비-야우의 연접층의 유도 범주로 알려져 있다. 위상수학적 A-모형이라고 불리는 또 다른 끈 이론 버전에서 D-막은 다시 칼라비-야우 다양체의 부분 다양체로 볼 수 있다. 대략적으로 말하자면, 수학자들이 특별한 라그랑주 부분다양체라고 부르는 것이다. 이는 무엇보다도 그들이 앉는 공간의 크기가 절반이고 길이, 면적 또는 부피가 최소화된다는 것을 의미한다. 이러한 막을 대상으로 하는 범주를 후카야 범주라고 한다.
연접층의 유도 범주는 대수학 용어로 기하학적 모양을 설명하고 대수 방정식을 사용하여 기하학적 문제를 해결하는 수학의 한 분야인 복소기하학의 도구를 사용하여 구성된다. 반면, 후카야 범주는 고전물리학 연구에서 발생한 수학의 한 분야 인 심플렉틱 기하학을 사용하여 구성된다. 심플렉틱 기하학은 2차원 예에서 면적을 계산하는 데 사용할 수 있는 수학적 도구인 심플렉틱 형식을 갖춘 공간을 연구한다.
수학자 막심 콘체비치의 호몰로지 거울 대칭 추측은 하나의 칼라비-야우 다양체에 있는 연접층의 유도 범주가 완전히 다른 칼라비-야우 다양체의 후카야 범주와 어떤 의미에서 동일하다고 말한다. 이러한 등가성은 기하학의 두 가지 가지, 즉 복소 기하학과 심플렉틱 기하학 사이에 예상치 못한 연결을 제공한다.

## 같이 보기
- 검은 막
- 막 우주론
- 디락 막
- 라그랑주 부분다양체
- M2 막
- M5 막
- NS5 막

## 참고 문헌
- Aspinwall, Paul; Bridgeland, Tom; Craw, Alastair; Douglas, Michael; Gross, Mark; Kapustin, Anton; Moore, Gregory; Segal, Graeme; Szendröi, Balázs; Wilson, P.M.H., 편집. (2009). 《Dirichlet Branes and Mirror Symmetry》. Clay Mathematics Monographs  4. American Mathematical Society. ISBN 978-0-8218-3848-8.
- Mac Lane, Saunders (1998). 《Categories for the Working Mathematician》. ISBN 978-0-387-98403-2.
- Moore, Gregory (2005). “What is ... a Brane?” (PDF). 《Notices of the AMS》 52: 214. 2018년 6월 7일에 확인함.
- Yau, Shing-Tung; Nadis, Steve (2010). 《The Shape of Inner Space: String Theory and the Geometry of the Universe's Hidden Dimensions》. Basic Books. ISBN 978-0-465-02023-2.
- Zaslow, Eric (2008). 〈Mirror Symmetry〉.   Gowers, Timothy. 《The Princeton Companion to Mathematics》. ISBN 978-0-691-11880-2.